# Гегуті
Гегуті (груз. გეგუთი) — село в Грузії.
За даними перепису населення 2014 року в селі проживає 5049 осіб.